# Stefania Bertelè
Stefania Bertelè (Milano, 22 giugno 1957) è un'ex danzatrice su ghiaccio italiana.

## Biografia
Nata nel 1957 a Milano, a 18 anni ha partecipato ai Giochi olimpici di Innsbruck 1976 nella danza su ghiaccio, specialità del pattinaggio di figura alla prima apparizione olimpica, con Walter Cecconi come compagno, arrivando 16ª con 166,22 punti.
In carriera ha preso parte, sempre nella danza su ghiaccio, a 2 edizioni dei Mondiali (Göteborg 1976, 14ª e Ottawa 1978, 13ª) e 3 degli Europei (Copenaghen 1975, 12ª, Ginevra 1976, 12ª e Helsinki 1977, 12ª). In tutte queste occasioni ha gareggiato insieme a Walter Cecconi.